# Ryssdaggkåpa
Ryssdaggkåpa (Alchemilla polemochora) är en rosväxtart som beskrevs av S. Fröhner. Enligt Catalogue of Life ingår Ryssdaggkåpa i släktet daggkåpor och familjen rosväxter, men enligt Dyntaxa är tillhörigheten istället släktet daggkåpor och familjen rosväxter. Arten har ej påträffats i Sverige. Inga underarter finns listade i Catalogue of Life.